# Extrême gauche en Belgique
 (décembre 2017).
Le terme « extrême gauche » est employé pour désigner les courants politiques situés à gauche des partis socialistes et communistes traditionnels. Il désigne de nos jours les mouvements révolutionnaires qui militent pour l'abolition du capitalisme, situés à gauche des mouvements réformistes tels que les partis communistes traditionnels. Les mouvements d'extrême gauche se qualifient généralement de « gauche radicale ».

## Brève histoire de l'extrême gauche en Belgique
À l'instar de la plupart des pays européens, l'extrême gauche est présente en Belgique depuis bien longtemps. Historiquement, elle est à la base du Parti ouvrier belge (POB, fondé en 1885) et du Parti communiste de Belgique (PCB).

### Années 1920
Durant le conflit entre Staline et Trotsky au sein du PCB, la majorité du parti va soutenir le second. Cependant, l'appareil dirigeant se rangera du côté des staliniens. Les partisans belges de Trotsky feront scission et rejoindront ensuite l'Internationale trotskyste, qui prendra le nom en 1938 de IVe Internationale. Depuis lors et jusqu'à nos jours, une section belge de cette Internationale continue d'exister.
L'activité de l'extrême gauche belge va se développer :
- au sein de l'aile gauche socialiste du POB.
- du PCB et de la
- section belge de l'organisation internationaliste trotskyste.

### Durant la Seconde Guerre mondiale
Durant la Seconde Guerre mondiale et l'occupation nazie du pays, les communistes attendent la rupture du pacte germano-soviétique entre Staline et Hitler le 22 juin 1941 pour se lancer dans la résistance. Néanmoins, quelques-uns d'entre eux figurent en mars 1941 parmi les fondateurs d'un des mouvements de résistance belge, le Front de l'Indépendance, où le PCB prend ultérieurement une part importante, mais pas majoritaire. À la libération, le PCB entre dans le gouvernement d'union nationale d'Hubert Pierlot. Il y restera jusqu'en 1947.

### Dans les années 1950-1960
Certains trotskistes agiront sous leur propre drapeau, puis dans les années 1950 adopteront la stratégie de l'entrisme, au sein du Parti socialiste belge (PSB, le nouveau nom du POB). Conduit par l'économiste de renommée internationale, Ernest Mandel, ils vont animer l'aile gauche anticapitaliste du PSB et de la FGTB, le syndicat socialiste, notamment autour de l'hebdomadaire La Gauche (1956). Mais en 1964, le PSB procède à la liquidation des "gauchistes" agissant dans ses rangs, excluant son organisation de jeunesse, la Jeune garde socialiste (qui rejoindra en 1971 la Ligue révolutionnaire des travailleurs, membre de la IVe Internationale), remplacée par une nouvelle organisation, le Mouvement des jeunes socialistes. Un nouveau parti est alors fondé : le Parti wallon des travailleurs (PWT) dans le sud du pays et l'Union de la gauche socialiste (UGS) à Bruxelles.
De leur côté, les maoïstes belges avaient déjà choisi la dissidence par rapport au PCB en 1963 et avaient fondé leur propre parti, qui prendra le même nom que celui du PCB. En 1967, le Parti communiste maoïste implosa en plusieurs groupes (sur l'histoire du maoïsme en Belgique, voir Mouvement maoïste en Belgique).

### Années 1970

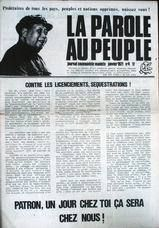
Numéro 1 du journal mao-spontex La Parole au Peuple sorti 1971.

Les trotskistes et des militants de la gauche catholique du PWT et de l'UGS créent en 1970 la Ligue révolutionnaire des travailleurs (LRT). La LRT deviendra la section belge de la IVe Internationale.
De leur côté, plusieurs organisations marxistes-léninistes découlant de Mai 68 et influencées par la Révolution culturelle chinoise avaient vu le jour : Universités-Usines-Union, Action communiste (AC), Lutte communiste (LC), Centre d'action, de recherche et d'études marxistes (Carem) et La Parole au Peuple (mao-spontex). Dans l'ombre du Parti communiste marxiste-léniniste de Belgique (PCMLB).

### Années 1980
Les années 1980 ont vu la disparition des derniers élus communistes au Parlement, ainsi que dans les conseils communaux en région bruxelloise. Aux élections communales de 1988, des listes Ensemble vers l'alternative (EVA) ont été présentées dans quelques communes bruxelloises par le POS trotskyste, le PC et d'autres organisations de gauche, Solidarité et participation et Verts pour une gauche alternative. Elles n'ont obtenu aucun élu. Une tentative similaire, Gauches Unies, connaîtra le même échec électoral aux élections européennes de juin 1994, aux communales d'octobre 1994 et aux régionales bruxelloises de juin 1995.

### Années 1990
Le monde a changé. Les États qui se réclament du marxisme soviétique sont renversés, l'insurrection de la place Tian'anmen en juin 1989 (et sa répression sanglante) a achevé de déconsidérer le marxisme maoïste et les anciens partis communistes (PC, PTB) connaissent une période difficile. C'est donc à cette époque que de nouveaux partis ou mouvements d'extrême gauche émergent, comme le Mouvement pour une alternative socialiste (MAS, renommé PSL en 2009) en 1992. Par ailleurs, Blokbuster, une organisation antifasciste flamande est créée en 1991 par Vonk (Unité socialiste) la tendance entriste trotskyste au sein du PS et du SP, en protestation contre la percée du Vlaams Blok en Flandre. Par la suite, Blokbuster se rapproche du MAS, au départ une scission de Vonk.

## Quelques dirigeants de l'extrême gauche belge
- Joseph Jacquemotte (1883-1936) : cofondateur du Parti communiste
- Julien Lahaut (1884-1950) : dirigeant liégeois du PC et de la résistance, militant wallon. Assassiné en 1950.
- Ernest Mandel (1923-1995) : leader de la LRT de Belgique.
- Jacques Yerna (1923-2003) : dirigeant de l'aile gauche socialiste anticapitaliste du Parti socialiste et de la FGTB (syndicat socialiste), président du Mouvement populaire wallon. Il fut également actif dans la lutte contre l'extrême droite (codirigeant-fondateur de la Coordination antifasciste de Belgique - CAF et premier éditeurs responsables du journal RésistanceS) et la solidarité avec les sans-papiers. Militant socialiste, il fut l'un des principaux compagnon de route de la gauche radicale.
- Guy Desolre : dirigeant de la Ligue révolutionnaire des travailleurs (LRT), puis meneur d'une dissidence, le Groupe Marxiste Internationaliste (GMI). Il termina sa carrière politique comme Gouverneur adjoint de la Province du Brabant flamand, puis comme candidat du SP.A aux élections communales.
- Jacques Grippa (1913-1990) : premier et principal leader pro-maoïste en Belgique et en Europe, le Parti communiste wallon

## Extrême gauche belge aujourd'hui
Aujourd'hui, il existe toujours des organisations marxistes de gauche radicale, appartenant à ses différents courants : 
- Trotskystes : Parti socialiste de lutte (PSL, section belge du Comité pour une Internationale ouvrière, dénommé précédemment Mouvement pour une Alternative Socialiste, MAS), Gauche anticapitaliste (Belgique) (section belge de la IVe Internationale), Vonk-Révolution (section belge de la Tendance Marxiste Internationale), Parti ouvrier révolutionnaire trotskyste (PORT, courant posadiste), Lutte ouvrière (courant Union communiste internationaliste, rattachée à l'organisation Lutte ouvrière française), Organisation socialiste internationaliste (OSI, section belge de la Quatrième Internationale (lambertiste)), Ligue communiste des travailleurs (LCT, section belge de la Ligue internationale des travailleurs-Quatrième Internationale, courant moreniste) et l'Unité socialiste (Vonk en Flandre).

- Gauche radicale : Parti communiste (PC), scissionné en plusieurs groupes.

- Gauche réformiste radicale : CAP, Parti du travail de Belgique (PTB) depuis son dernier congrès.

- Gauche antiraciste : parti Égalité.

Aux élections communales du 8 octobre 2006, certes marginalisée, une partie de l'extrême gauche a tout de même confirmé sa présence dans le paysage électoral avec l'élection de plus de 30 conseillers communaux. Le PTB a obtenu 15 élus, dont 10 en Flandre, 1 à Bruxelles et 4 en Wallonie. Le Parti communiste a obtenu 10 élus en Wallonie. La LCR a obtenu 2 élus (1 en Flandre et 1 en Wallonie).
Du point de vue strictement électoral, le PTB apparait comme le seul pôle doté d'une certaine ampleur. Malgré cela, le Parti communiste garde une importance électorale très importante (pour un parti de gauche radicale) malgré ses faibles effectifs, et les 2 partis sont très proches au niveau des voix. Toujours sujet à des critiques virulentes, le PTB est le seul parti de l'extrême gauche à avoir présenté un nombre significatif de listes propres lors des précédentes élections communales (en 2006). Sur les 30 élus de l'extrême gauche, 15 étaient originaires du PTB et 10 du PC.
Dans la dernière période, on a assisté à diverses tentatives de création de nouveaux partis visant à fédérer l'ensemble de la gauche radicale. Il s'agissait, notamment, du Comité pour une autre politique (CAP) qui s'est présenté aux élections législatives de juin 2007 dans presque tout le pays (tant au nord qu'au sud du pays), et du mouvement Une autre gauche (UAG]), mais sans succès.
Présents en ordre dispersé aux législatives de juin 2007, les différents mouvements et partis de l'extrême gauche qui s'étaient lancés dans la bataille électorale ont cependant pu atteindre un niveau certes modeste mais néanmoins historique. En doublant largement le score de 2003 et avec près d'1,5 % des voix au niveau du pays, ils ont effectué le score le plus élevé depuis les élections législatives de 1987.
Néanmoins, il faut rappeler que, pour une partie de l'extrême gauche, les élections ne constituent rien de plus qu'une tribune pour populariser les idées anticapitalistes. Les élections ne sont pas une fin en soi. Depuis Mai 68 au moins, il est assez évident que c'est uniquement à travers les luttes qu'on peut fondamentalement faire bouger les choses. Historiquement, l'ensemble des acquis sociaux, le droit à l'avortement, l'arrêt de certains grands projets d'infrastructures dévastateurs, la reconnaissance de la nécessité de régulariser les sans-papiers... démontrent assez clairement que seuls les mouvements sociaux peuvent forcer des situations de rapports de force défavorable. L'impulsion lancée par des franges plus extrêmes, qui visent généralement plus loin qu'une simple revendication, est récupérée par les partis et syndicats institutionnels qui la traduisent dans l'ordre démocratique en lui ôtant toute potentialité révolutionnaire (au sens de bouleversement fondamental du système politico-économique). Le mouvement socialiste s'est fait une spécialité de ce type de manœuvres politiques en Belgique, l'essentiel de la gauche radicale ayant pour objectif principal de faire pression sur les fractions institutionnelles les plus proches de ses points de vue.

## Élections européennes et régionales de juin 2009
Pour les élections européennes et régionales de juin 2009, quelques tentatives de regroupement ont été faites çà et là : le PSL et la LCR ont formé un cartel pour les élections européennes (LCR-PSL) du côté francophone (uniquement) ; le PC, le PSL, la LCR et le PH (Parti Humaniste de Belgique) se sont également associés pour les élections régionales à Bruxelles (uniquement). 
Afin de pouvoir se présenter, il faut des signatures de parrainage soit de quelques parlementaires en place, soit de plusieurs centaines ou milliers d'électeurs (en fonction de l'arrondissement). 
Certains partis (PTB, PC, CAP), ont décidé de demander leur parrainage auprès des élus MR, arguant du fait que cela allait affaiblir le PS.
D'autres (PSL, LCR) ont opté pour la récolte de signatures dans la rue auprès de la population - ce qui fait que ces deux partis ne se présenteront que dans les arrondissements où ils ont pu récolter suffisamment de signatures, donc uniquement dans ceux où ils disposent effectivement de militants.
La situation est donc ainsi :
- le PTB se présente dans tout le pays, sur les listes régionales et européennes

- le PC se présente partout du côté francophone sur les listes régionales et européennes - à Bruxelles, il est en cartel avec le PSL, la LCR et le PH

- le PSL se présente dans tout le pays, là où il a pu récolter les signatures de parrainage pour pouvoir se présenter aux élections, c'est-à-dire pour les régionales : partout en région flamande, à Bruxelles sur la liste PC-PSL-LCR-PH, et en région wallonne à Mons, Nivelles et Liège seul ; pour les élections européennes, le PSL est en cartel avec la LCR du côté francophone, et se présente seul du côté néerlandophone

- la LCR se présente uniquement aux élections européennes du côté francophone, sur le cartel LCR-PSL, et à la région bruxelloise au sein du cartel PC-PSL-LCR-PH ; elle appelle à soutenir le PSL pour les élections régionales

- le CAP se présente seul pour la région wallonne à Mons, Nivelles et Liège, pour la région bruxelloise, pour la région flamande en Flandre orientale et dans le Libmourg ; il se présente également seul pour les élections européennes dans tout le pays. Du côté francophone, il a adopté le nom de "CAP-D'Orazio", du nom de Roberto D'Orazio, militant syndical et leader de la grève des Forges de Clabecq.

- Égalité se présente dans certaines communes de la Région de Bruxelles-Capitale.